# Hande Soral
Hande Soral (* 2. Februar 1987 in İnegöl) ist eine türkische Schauspielerin.

## Biografie
Soral absolvierte die İstanbul Bilgi Üniversitesi. Ihr Debüt gab sie 2008 in Komedi Dükkanı. Ihre erste Hauptrolle bekam sie im selben Jahr in der Fernsehserie Küçük Kadınlar. Zwischen 2018 und 2019 spielte Soral die Hauptrolle in Diriliş: Ertuğrul. 2021 trat sie in Bir Zamanlar Çukurova auf. Außerdem spielte sie 2022 in der Serie Alef mit.
Soral heiratete 2017 den türkischen Schauspieler İsmail Demirci. Seit 2022 haben sie gemeinsam einen Sohn.

## Filmografie
- 2008: Komedi Dükkanı
- 2008–2011: Küçük Kadınlar
- 2010: Gecekondu
- 2011: Bir Günah Gibi
- 2012–2013: Alev Alev
- 2013: Fatih
- 2014: Çalıkuşu
- 2014: Yılanların Öcü
- 2014: Birleşen Gönüller
- 2016: Kalbim Yangın Yeri
- 2017: Evlat Kokusu
- 2017: İsimsizler
- 2017: Tahin pekmez
- 2018–2019: Diriliş: Ertuğrul
- 2020: Müstakbel Damat
- 2020: Kovala
- 2021: Bir Zamanlar Çukurova
- 2022: Alef